# Mihăeşti (Olt)
Mihăeşti é uma comuna romena localizada no distrito de Olt, na região de Oltênia. A comuna possui uma área de 54.33 km² e sua população era de 1880 habitantes segundo o censo de 2007.